# Pokryváč
Pokryváč (in ungherese Pokrivács) è un comune della Slovacchia facente parte del distretto di Dolný Kubín, nella regione di Žilina.